# 歐文 (北卡羅萊納州)
歐文（英語：Erwin）是一個位於美國北卡羅萊納州哈尼特縣的城鎮。

## 人口
根據2020年美國人口普查的數據，歐文的面積為11.02平方千米，當中陸地面積為10.92平方千米，而水域面積為0.10平方千米。當地共有人口4542人，而人口密度為每平方千米412人。